# Deserto da Núbia

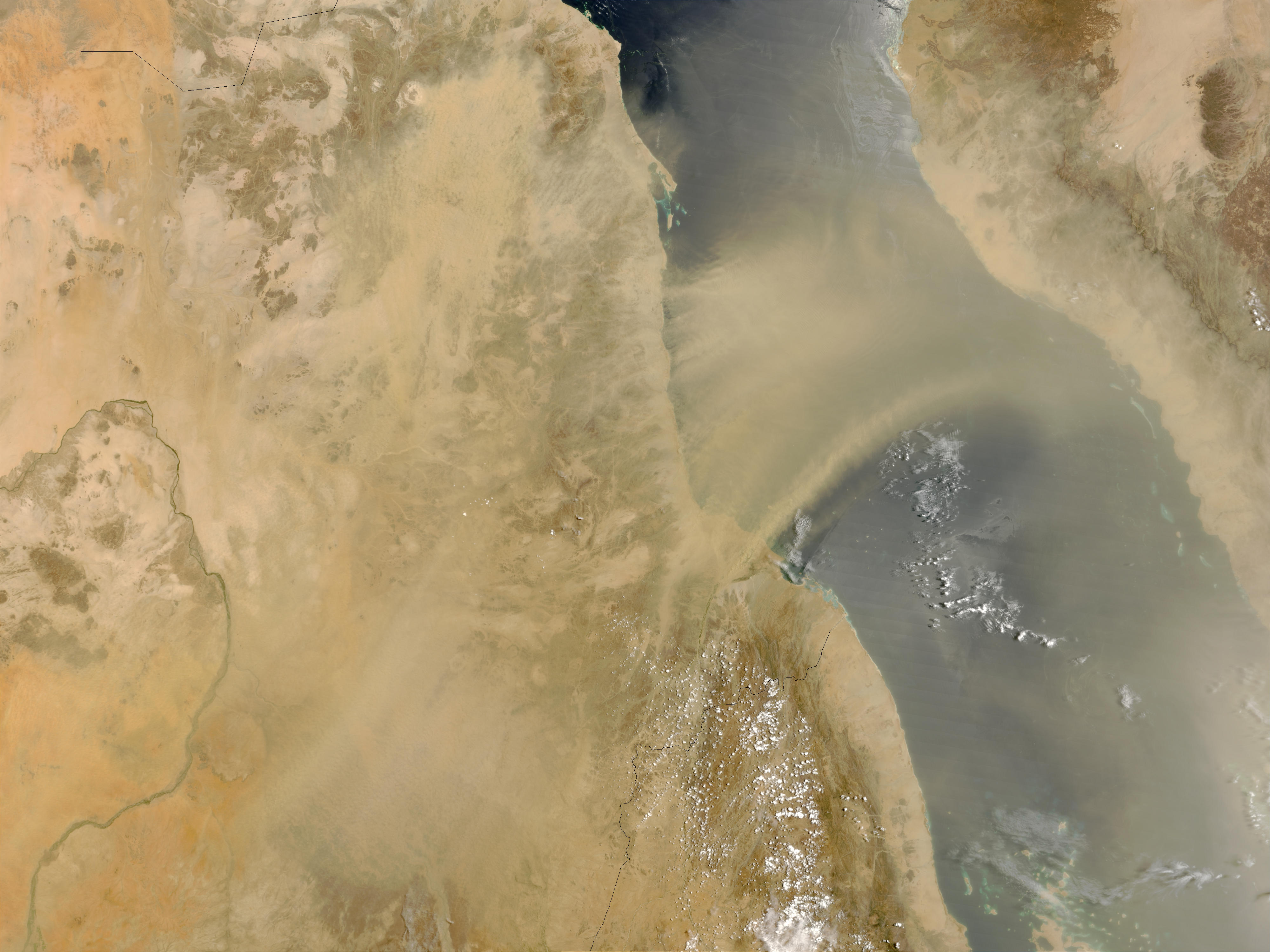
Tempestade de areia sobre o Deserto da Núbia e o mar Vermelho, imagem de satélite da NASA, 23 de junho de 2003.

O Deserto da Núbia (em árabe: صحراء النوبة, translit. Şaḩrā’ an Nūbyah) situa-se na região oriental do Deserto do Saara, abrangendo aproximadamente 400.000 km² do nordeste do Sudão, sudeste do Egito e norte da Eritreia. É limitado pelo rio Nilo a oeste e o mar Vermelho a leste. A região árida é formada por um planalto de arenito e contém algumas dunas, também contém muitos uádis que morrem antes de chegar ao Nilo. A precipitação média anual no Deserto da Núbia é inferior a 130 milímetros.
Os habitantes nativos da região são os núbios. O Deserto da Núbia afetou a civilização no Antigo Egito de várias maneiras. Comerciantes e mercadores do Antigo Egito viajavam pelo deserto para comprar ouro, tecido, pedra, comida e muito mais da antiga civilização da Núbia. A maior cidade do Deserto da Núbia é Porto Sudão, localizada no extremo leste do deserto, no Mar Vermelho. Outras cidades importantes do deserto são Atbara, no rio de mesmo nome, e Massaua, no Mar Vermelho. A cidade de Abidiya está localizada no rio Nilo.
O mais antigo megalítico arqueoastronômico conhecido foi erguido em Nabta Plaia no Deserto da Núbia ao sul do Egito. O deserto é o único habitat para a palmeira criticamente ameaçada de extinção Medemia argun, que raramente aparece em alguns oásis.
Em 7 de outubro de 2008, o meteoroide 2008 TC3 explodiu acima do Deserto da Núbia. O céu ficou tão brilhante que pessoas a centenas de quilômetros de distância relataram ter visto o clarão.